# Moldauisch-rumänische Beziehungen
Die bilateralen Moldauisch-rumänischen Beziehungen sind geprägt von enger historischer, sprachlicher und kultureller Verbundenheit. Rumänien betrachtet das Verhältnis zum Nachbarland als außenpolitische Priorität, die auf der gemeinsamen Geschichte, Sprache, Tradition und Kultur beruht und hat die europäischen Bestrebungen der Republik Moldau unterstützt. Seit der Unabhängigkeit Moldaus im Jahr 1991 hat Rumänien als erster Staat dessen Souveränität anerkannt und sich seither konsequent als wichtigster Fürsprecher Moldaus in Europa positioniert. Zwischen beiden Ländern bestehen zahlreiche kulturelle Gemeinsamkeiten und das in der Republik Moldau gesprochene Moldauisch ist eine Form der rumänischen Sprache.

## Geschichte

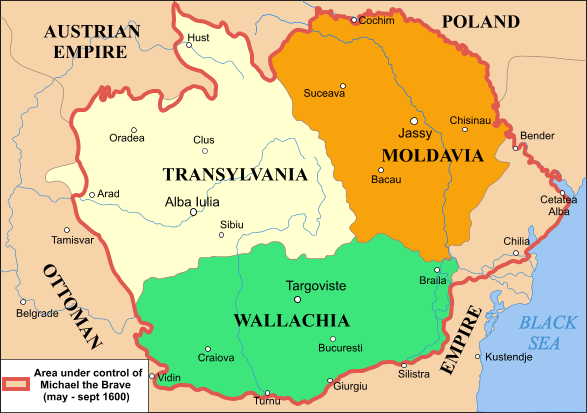
Die drei rumänischen Landesteile Walachei, Transsilvanien und Moldau um 1600

### Gemeinsame historische Wurzeln
Rumänien und die Republik Moldau teilen weit zurückreichende historische Wurzeln. Gebiete der heutigen Republik Moldau gehörte vom Mittelalter bis ins frühe 19. Jahrhundert zum Fürstentum Moldau, einem Vorgängerstaat, der sowohl Teile des heutigen Rumäniens als auch Bessarabien umfasste. Im Jahr 1812 wurde Bessarabien – das Kernland des heutigen moldauischen Staatsgebiets – vom Russischen Kaiserreich annektiert, obwohl die Bevölkerung dort mehrheitlich Rumänisch sprach. Nach dem Ersten Weltkrieg nutzte Bessarabien die Zerfallsphase des Zarenreichs, um am 27. März 1918 (jul.: 9. April) den Anschluss an das Königreich Rumänien zu beschließen. Dieser Vereinigungsakt wurde 1920 von den wichtigsten Alliierten anerkannt, jedoch von der sowjetischen Führung nie akzeptiert. In der Zwischenkriegszeit (1918–1940) bildeten Rumänien und Bessarabien somit einen gemeinsamen Staat, wodurch enge kulturelle und gesellschaftliche Bande geknüpft wurden.

### Sowjetische Herrschaft und Unabhängigkeit Moldaus
Im Juni 1940, infolge des Hitler-Stalin-Pakts, besetzte die Sowjetunion Bessarabien und errichtete die Moldauische Sozialistische Sowjetrepublik (Moldauische SSR). Dieses sowjetische Teilrepublik bestand bis 1991 und umfasste Bessarabien sowie einen schmalen Landstreifen östlich des Dnister (Transnistrien). Unter sowjetischer Herrschaft wurde die rumänische Kultur und Sprache in der Moldauischen SSR gezielt beeinflusst: Die lateinische Schrift wurde durch Kyrillisch ersetzt und die Bevölkerung offiziell als „Moldauer“ mit eigener Sprache definiert, um sie von Rumänien abzugrenzen. In den späten 1980er Jahren führte die Perestroika-Politik jedoch zu einer nationalen Wiederbelebung. 1989 kehrte die moldauische Sprache zur lateinischen Schrift zurück, und es bildete sich eine breite Volksbewegung für Autonomie und Reformen. Am 27. August 1991 – kurz vor dem Zerfall der Sowjetunion – erklärte die Republik Moldau ihre staatliche Unabhängigkeit. Rumänien erkannte die Unabhängigkeit Moldaus als erster Staat noch am selben Tag an. Damit endete die sowjetische Herrschaft, doch es begannen neue Herausforderungen wie separatistische Bestrebungen in Transnistrien und Gagausien, die bereits 1990 eigene „Republiken“ ausgerufen hatten und sich an Russland anlehnten.

### Moldauisch-rumänische Beziehungen seit 1990

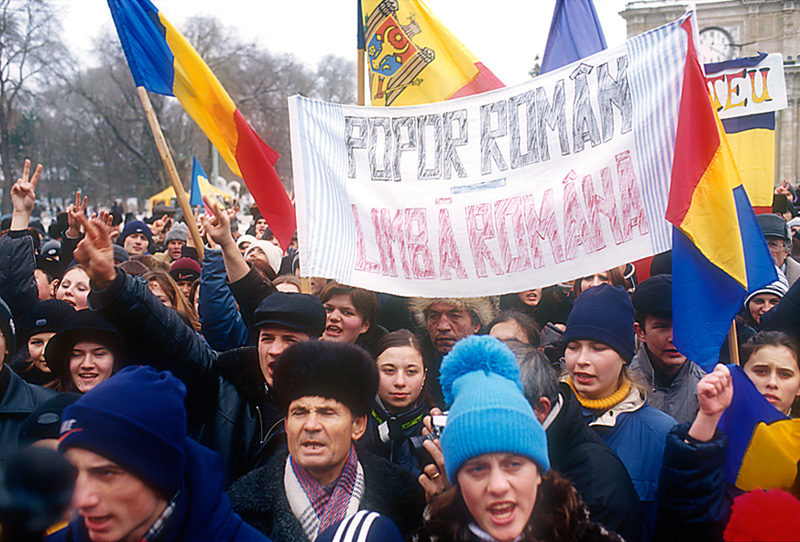
Prorumänische Demonstration in Chișinău

Seit 1991 haben Rumänien und die Republik Moldau ihre Beziehungen kontinuierlich ausgebaut. Diplomatische Beziehungen auf Botschaftsebene wurden unmittelbar nach der Unabhängigkeit aufgenommen (Rumänien eröffnete als erstes Land eine Botschaft in Chișinău). Nach der Unabhängigkeit sprach sich die Moldauische Volksfront für eine Wiedervereinigung mit Rumänien aus. Der Transnistrien-Konflikt und der Wahlsieg prorussischer Parteien bei der Parlamentswahl in der Republik Moldau 1994 behinderten jedoch diese Ambitionen. In der Verfassung von 1994 wurde Moldau als neutraler Staat festgelegt und besonders die prorussischen sozialistischen und kommunistischen Parteien betonten eine eigenständige „moldauische“ Identität. Eine Annäherung an den Westen erfolgte jedoch 1998 mit dem Abschluss eines Partnerschafts- und Kooperationsabkommens mit der EU.
Ein wichtiger Meilenstein war der Strategische Partnerschaftsvertrag von 2010, der von beiden Staaten unterzeichnet wurde und Moldaus Annäherung an die EU ins Zentrum der Zusammenarbeit stellte. Phasen pro-russischer Führung in Chișinău (etwa 2001–2009 und 2016–2020) führten zeitweilig zu Abkühlungen, doch insgesamt blieb Bukarest ein verlässlicher Partner. Spätestens nach 2021, mit der proeuropäischen Regierung in Chișinău, wurden die Beziehungen außergewöhnlich eng und fokussiert auf gemeinsame Ziele wie Rechtsstaatsreformen und die EU-Integration der Republik Moldau. Rumänien unterstützte maßgeblich die Zuerkennung des EU-Beitrittskandidatenstatus an Moldau im Juni 2022.

## Wirtschaftsbeziehungen
Die Volkswirtschaften Rumäniens und der Republik Moldau sind sehr eng verflochten. Seit 2014 ist Rumänien der wichtigste Handelspartner Moldaus. Im Jahr 2024 gingen rund 32,6 % der moldauischen Warenausfuhren nach Rumänien, während etwa 16,9 % der Importe aus Rumänien stammten. Auch bei Investitionen spielt Rumänien eine führende Rolle: Kein anderes Land hat mehr Unternehmen in der Republik Moldau registriert, gemessen sowohl an deren Anzahl als auch am investierten Kapital. Ein strategischer Schwerpunkt liegt auf der Energieversorgung und -infrastruktur. Bereits 2014 wurde eine Erdgas-Pipeline zwischen Iași (Rumänien) und Ungheni (Moldau) eröffnet und 2020 bis Chișinău erweitert. Diese Verbindung ermöglicht es Moldau, Erdgas aus Rumänien und der EU zu beziehen, und verringert die 100%ige Abhängigkeit des Landes von russischem Gas deutlich. Rumänien exportiert seit 2022 vermehrt Elektrizität in die Republik Moldau, insbesondere um Ausfälle durch die Energiekrise im Zuge des Ukraine-Kriegs zu kompensieren und es wurde beschlossen, das moldauische Stromnetz über Rumänien in das europäische Verbundsystem zu integrieren.
Über den Handel hinaus leistet Rumänien umfangreiche Entwicklungs- und Finanzhilfen. So stellte die rumänische Regierung im letzten Jahrzehnt einen Fonds von 100 Millionen Euro bereit, aus dem unter anderem über 1.000 Kindergärten und zahlreiche Schulen in Moldau renoviert und modernisiert wurden.

## Kulturbeziehungen
Die Kulturbeziehungen beider Länder sind durch die gemeinsame Sprache und Tradition besonders eng. Etwa 72 % der moldauischen Bevölkerung sind rumänischsprachig, ein Umstand, der den kulturellen Austausch und das gegenseitige Verständnis erleichtert. Rumänien und die Republik Moldau haben ihre Zusammenarbeit im Bildungs- und Kulturbereich durch bilaterale Abkommen institutionell gefestigt. Ein grundlegendes Abkommen zur Zusammenarbeit in Wissenschaft, Bildung und Kultur wurde bereits in den 1990er Jahren geschlossen und 2018 durch ein Kulturkooperationsprotokoll konkretisiert. Auf dieser Basis finden regelmäßig gemeinsame Kulturprogramme, Festivals und Austausche statt. Ein bedeutendes Projekt ist das Rumänische Kulturinstitut „Mihai Eminescu“ in Chișinău, das 2010 eröffnet wurde. Dieses Kulturzentrum soll laut seinem Gründungsmandat neue „geistige Brücken“ zwischen beiden Ufern des Pruth schaffen und die „Gemeinschaft von Sprache, Kultur und Traditionen“ wiederentdecken und festigen. Gemeinsame Gedenktage – wie der Tag der Rumänischen Sprache (31. August), der in beiden Ländern begangen wird – unterstreichen ebenfalls die enge kulturelle Verbundenheit.
Darüber hinaus erhalten jährlich Tausende moldauische Studenten und Schüler Stipendien, um an rumänischen Universitäten und Schulen zu lernen, was die Bildungseliten beider Länder näher zusammenbringt. Rumänien investiert auch in den Erhalt des kulturellen Erbes der Republik Moldau: Mit rumänischer Finanzierung wurden etwa das Gebäude des Nationalen Kunstmuseums in Chișinău renoviert, die historische „Sala cu Orgă“ (Orgelhalle) restauriert und ein neues Theatergebäude in Cahul errichtet.
Zwischen beiden Ländern bestehen regelmäßige Personenbewegungen. Rumänien hat an hunderttausende Moldauer die rumänische Staatsangehörigkeit vergeben, wobei viele diese nutzen, um in die Länder der Europäischen Union einzuwandern.

## Sicherheitsbeziehungen
Im Sicherheitsbereich unterstützen sich Rumänien und die Republik Moldau angesichts regionaler Konflikte und Herausforderungen gegenseitig. Rumänien bekräftigt international stets die Souveränität und territoriale Integrität Moldaus und unterstützt eine friedliche Lösung des Transnistrien-Konflikts. Seit dem kurzen Krieg von 1992 kontrolliert die moldauische Regierung das abtrünnige Gebiet Transnistrien de facto nicht mehr, und rund 1.500 russische Soldaten sind dort weiterhin stationiert. Bukarest fordert – in Einklang mit OSZE-Beschlüssen – den vollständigen Abzug dieser ausländischen Truppen und eine Reintegration Transnistriens unter Wahrung der moldauischen Staatlichkeit.
Gleichzeitig engagiert sich Rumänien in der Stärkung der moldauischen Sicherheitsstrukturen: Moldau ist seit 1994 Teil der NATO-Partnerschaft für den Frieden, und Rumänien fungiert als wichtiger Partner bei Ausbildungsprogrammen und Verteidigungsreformen im Rahmen der EU und NATO. Beide Länder kooperieren eng im Grenzschutz und bei der Bekämpfung von organisierter Kriminalität. Im August 2024 unterzeichneten beide Länder in Chișinău eine gemeinsame Erklärung zur Erhöhung der Resilienz der Republik Moldau. Darin werden die Zusammenarbeit bei der Abwehr von hybriden Bedrohungen, Cybersicherheit und der Schutz der kritischen Infrastruktur festgeschrieben – ein direktes Ergebnis der durch den Ukraine-Krieg gestiegenen Sicherheitsanforderungen.

## Diskussion um eine mögliche Vereinigung beider Länder

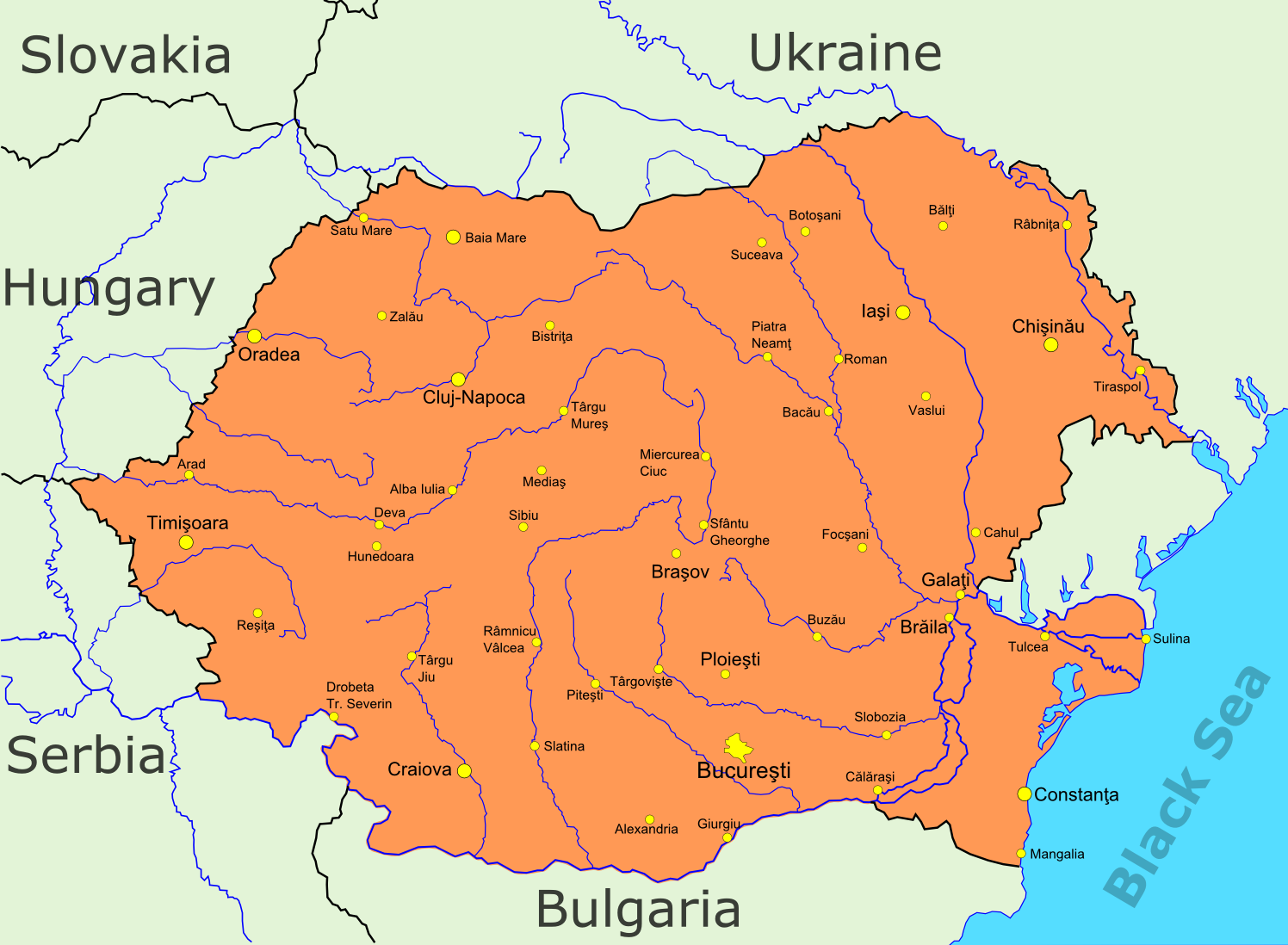
Karte von Rumänien nach einer hypothetischen Vereinigung mit der Republik Moldau

Seit der Unabhängigkeit Moldaus gibt es immer wieder Diskussionen über eine mögliche staatliche Wiedervereinigung der beiden Länder. Unmittelbar nach 1991 verfocht die Bewegung der „Volksfront Moldaus“ die Idee einer Vereinigung mit Rumänien, gestützt auf die gemeinsame Sprache und Geschichte. Politisch konnte sich dieses Vorhaben jedoch nicht durchsetzen. In den folgenden Jahrzehnten blieb der Unirea-Gedanke (Vereinigung) in Teilen der moldauischen Gesellschaft lebendig, war aber lange Zeit nur eine Minderheitsposition. Seit etwa 2010 erlebt die Unionismus-Idee jedoch einen Aufschwung, begünstigt durch innenpolitische Krisen in Moldau. Meinungsumfragen zeigen einen deutlichen Anstieg der Vereinigungsbefürworter: Lag ihr Anteil 2016 erst bei rund 15–20 %, so stieg er 2020 auf etwa ein Drittel und erreichte im März 2021 mit 43,9 % einen historischen Höchststand. Insbesondere der automatische EU-Beitritt Moldaus im Falle einer Vereinigung beider Länder ließ diese Option in dem von Wirtschaftskrisen und Korruption gebeutelten Land attraktiv erscheinen.
Trotz wachsender Sympathien stehen einer Vereinigung jedoch erhebliche Hürden entgegen. Ein großer Teil der politischen Eliten Moldaus – selbst viele proeuropäische Politiker – lehnt einen Staatsverlust ihres Landes ab. Die weiterhin ungelöste Frage Transnistriens sowie der entschiedene Widerstand Russlands gegen eine „Absorption“ Moldaus durch Rumänien stellen geopolitische Hindernisse dar. Hinzu kommen finanzielle Erwägungen: Schätzungen zufolge müsste Rumänien im Falle einer Vereinigung allein in den ersten fünf Jahren rund 35 Milliarden Euro investieren, um das Gebiet der heutigen Republik Moldau an EU-Standards anzugleichen. Obwohl die Unterstützung für eine Union in der rumänischen Bevölkerung Umfragen zufolge bei 70–80 % liegt, besteht wenig Bereitschaft, diese enormen Kosten zu tragen. Angesichts dieser Faktoren gilt eine baldige Vereinigung als unwahrscheinlich.